# تلویزیون لاتین
تلویزیون لاتین (انگلیسی: Latina Televisión)، یک کانال تلویزیونی پخش رایگان در پرو است که از سال ۱۹۸۳ پخش می‌شود.